# Davide Re
Davide Re (* 16. März 1993 in Mailand) ist ein italienischer Leichtathlet, der sich auf den 400-Meter-Lauf spezialisiert hat. In dieser Disziplin ist er Inhaber des Nationalrekords.

## Leben
Davide Re wurde in der Stadt Mailand geboren und wuchs in Imperia in der Region Ligurien auf. Bis zum Alter von 16 Jahren verbrachte er lediglich die Sommermonate mit dem Leichtathletiktraining. Während des Rests des Jahres betrieb er Alpinen Skisport. Seit 2016 lebt er in Rieti, wo er von Maria Chiara Milardi trainiert wird. Er erwarb einen Abschluss in Sozialwissenschaften und arbeitete eine Zeit lang als Skilehrer, bevor er sich an der Medizinischen Fakultät der Universität Turin einschrieb.

## Sportliche Laufbahn
Re tritt seit 2009 in internationalen Wettkämpfen im 400-Meter-Lauf an. Im Juli nahm er in seiner Heimat an den U18-Weltmeisterschaften teil. Über 400 Meter erreichte er das Halbfinale, in dem er als Letzter seines Laufs ausschied. Mit einer Zeit von 50,68 s wurde er im Gesamtergebnis der drei Halbfinalläufe Letzter. Mit der Staffel schied er zudem knapp im Vorlauf aus. Verbessert zeigte er sich Ende desselben Monats bei Europäischen Olympischen Sommer-Jugendfestival in Tampere. Dabei gewann er in 48,57 s die Bronzemedaille. Die folgenden Saisons nahm er nicht an internationalen Meisterschaften teil. 2011 konnte er im Juli erstmals unter 48 Sekunden bleiben.
In der darauffolgenden Saison konnte er mehrfach Zeiten unter 48 Sekunden bestätigen, dennoch konnte er nur mit der Staffel an den U20-Weltmeisterschaften in Barcelona teilnehmen. Dabei gelang dem italienischen Quartett der Einzug in das Finale, in dem es allerdings disqualifiziert wurde.
2013 lief Re bei den italienischen Meisterschaften in seiner Geburtsstadt erstmals unter 47 Sekunden. Im Finale konnte er die Zeit dann nicht bestätigen und wurde Fünfter. Auch 2014 blieb er mehrfach unter 47 Sekunden und konnte im Juli glatt auf die 46,00-Sekundenmarke laufen. Damit erfüllte er auch die Norm zur Teilnahme an den Europameisterschaften in Zürich. Bei seiner ersten EM-Teilnahme schied er als Sechster seines Vorlaufs aus. Insgesamt ließ er noch 14 Läufer hinter sich und belegte damit den insgesamt 26. Platz. 2015 startete er im Sommer bei den U23-Europameisterschaften in Tallinn. Dabei verpasste er im Finale mit 46,37 s als Vierter nur knapp das Podest. Nachdem die Saison 2016 ohne Verbesserung verging, konnte er sich 2017 deutlich steigern. Bereits im Juni gelang es ihm mehrfach Wettkämpfe unter 46 Sekunden zu beenden. Im Juli verbesserte er sich bis auf 45,40 s und konnte dann einen Monat später bei den Weltmeisterschaften in London an den Start gehen. In London erreichte er als Zweiter seines Vorlaufs das Halbfinale, in dem er als Letzter seines Laufs ausschied. Insgesamt belegte er den 23. Platz. Nur einige Wochen später trat er auch bei der Universiade in Taipeh an. Dort erreichte er das Finale, in dem als Sechster das Ziel erreichte.
2018 verbesserte sich Re im Juni auf 45,31 s und trat dann im selben Monat bei den Mittelmeerspielen in Tarragona an. Im Finale gewann er in seiner Paradedisziplin mit persönlicher Bestzeit von 45,36 s die Goldmedaille. Nur zwei Tage später gewann er mit der 4-mal-400-Meter-Staffel eine weitere Goldmedaille. Im August ging er in beiden Wettbewerben auch bei den Europameisterschaften in Berlin an den Start. Nachdem er im Einzel als Vierter seines Halbfinals knapp am Finaleinzug gescheitert war, lief es mit der Staffel und Platz 6 im Finale besser für ihn. Die Saison 2019 verließ ebenfalls recht erfolgreich für ihn. Im Mai nahm er mit seinen Teamkollegen den IAAF World Relays in Yokohama teil. Während er mit der 4-mal-400-Meter-Mixed-Staffel den vierten Platz belegte, verpasste er mit der 4-mal-400-Meter-Männerstaffel den Einzug in das Finale, allerdings konnten sie das B-Finale und damit den neunten Platz sichern. Nachdem Re im Juni bereits einmal knapp an der 45,00-Sekundenmarke schnupperte, unterbot er sie Ende des Monats in der Schweiz und stellte mit 44,77 s einen neuen Nationalrekord auf. Er war damit der erste Italiener der im 400-Meter-Lauf unter 45 Sekunden bleiben konnte. Mit seinen Leistungen im Juni erfüllte er die geforderte Norm für die Weltmeisterschaften in Doha. Dort trat er Anfang Oktober zunächst über 400 Meter an. Nach erfolgreichem Vorlauf, bestätigte er im Halbfinale mit 44,85 s nochmals eine Zeit unter 45 Sekunden, die allerdings knapp zu langsam für das Finale war. Im Gesamtergebnis der Halbfinalläufe lief Re die schnellste Zeit derer, die den Einzug in das Finale verpassten und belegte damit den neunten Platz. Mit seiner Halbfinalzeit hätte er im Finale den sechsten Platz belegt. Mit der Staffel belegte er vier Tage später den sechsten Platz.
Re gewann bislang drei Goldmedaillen bei italienischen Meisterschaften, zweimal über 400 Meter (2017, 2018) und einmal über 200 Meter (2018). Als Mitglied des Nationalkaders konnte er während der Hochphase der COVID-19-Pandemie weiter trainieren. Nachdem sich die Lage im Laufe des Jahres zunächst besserte, lief er im Juli bei seinem ersten Wettkampf nach dem Lockdown in seiner Heimatstadt mit 20,69 s persönliche Bestleistung über 200 Meter. 2021 gewann Re im Mai, zusammen mit seinen Teamkollegen, im 4 × 400-m-Mixed-Staffelwettbewerb bei den World Athletics Relays in Chorzów seine erste internationale Goldmedaille. Anschließend qualifizierte er sich zum ersten Mal für die Olympischen Sommerspiele. Über 400 Meter erreichte er Anfang August in Tokio das Halbfinale, in dem er mit Saisonbestleistung von 44,94 s als insgesamt Zehnter knapp am Einzug in das Finale scheiterte. Kurz darauf bestritt er auch den Staffellauf und erreichte mit seinen Mannschaftskollegen das Finale, in dem das Quartett mit Nationalrekord von 2:58,81 min den siebten Platz belegte. 2022 startete er bei den Europameisterschaften in München. Er zog in das Halbfinale ein, in dem er als Fünfter seines Laufes am Finaleinzug scheiterte. Anschließend trat er auch mit der italienischen Staffel an und erreichte mit ihr das Finale, worin man als Achte allerdings den letzten Platz belegte. 2023 trat Re bei den Weltmeisterschaften in Budapest an. Dort erreichte er das Halbfinale im 400-Meter-Lauf, in dem er anschließend als Vierter seines Laufes den Sprung ins Finale verpasste. Mit der italienischen 4-mal-400-Meter-Staffel belegte er kurz danach im Finale den siebten Platz.

## Wichtige Wettbewerbe
| Jahr                | Veranstaltung                                  | Ort                 | Platz               | Disziplin           | Zeit                |
| Startet für Italien | Startet für Italien                            | Startet für Italien | Startet für Italien | Startet für Italien | Startet für Italien |
| ------------------- | ---------------------------------------------- | ------------------- | ------------------- | ------------------- | ------------------- |
| 2009                | U18-Weltmeisterschaften                        | Brixen              | 24.                 | 400 m               | 50,63 s             |
| 2009                | Europäisches Olympisches Sommer-Jugendfestival | Tampere             | 3.                  | 400 m               | 48,57 s             |
| 2012                | U20-Weltmeisterschaften                        | Barcelona           | 8.                  | 4 × 400 m           | DSQ                 |
| 2014                | Europameisterschaften                          | Zürich              | 26.                 | 400 m               | 46,34 s             |
| 2015                | U23-Europameisterschaften                      | Tallinn             | 4.                  | 400 m               | 46,37 s             |
| 2017                | Weltmeisterschaften                            | London              | 23.                 | 400 m               | 45,95 s             |
| 2017                | Universiade                                    | Taipeh              | 6.                  | 400 m               | 46,87 s             |
| 2018                | Mittelmeerspiele                               | Tarragona           | 1.                  | 400 m               | 45,26 s             |
| 2018                | Mittelmeerspiele                               | Tarragona           | 1.                  | 4 × 400 m           | 3:03,54 min         |
| 2018                | Europameisterschaften                          | Berlin              | 14.                 | 400 m               | 45,53 s             |
| 2018                | Europameisterschaften                          | Berlin              | 6.                  | 4 × 400 m           | 3:02,32 min         |
| 2019                | IAAF World Relays                              | Yokohama            | 4.                  | 4 × 400 m Mixed     | 3:20,28 min         |
| 2019                | IAAF World Relays                              | Yokohama            | 9.                  | 4 × 400 m           | 3:02,87 min         |
| 2019                | Weltmeisterschaften                            | Doha                | 9.                  | 400 m               | 44,85 s             |
| 2019                | Weltmeisterschaften                            | Doha                | 6.                  | 4 × 400 m           | 3:02,78 min         |
| 2021                | World Athletics Relays                         | Chorzów             | 1.                  | 4 × 400 m Mixed     | 3:16,60 min         |
| 2021                | Olympische Sommerspiele                        | Tokio               | 10.                 | 400 m               | 44,94 s             |
| 2021                | Olympische Sommerspiele                        | Tokio               | 7.                  | 4 × 400 m           | 2:58,81 min         |
| 2022                | Europameisterschaften                          | München             | 17.                 | 400 m               | 46,02 s             |
| 2022                | Europameisterschaften                          | München             | 8.                  | 4 × 400 m           | 3:03,04 min         |
| 2023                | Weltmeisterschaften                            | Budapest            | 15.                 | 400 m               | 45,29 s             |
| 2023                | Weltmeisterschaften                            | Budapest            | 7.                  | 4 × 400 m           | 3:01,23 min         |

## Persönliche Bestleistungen
Freiluft
- 200 m: 20,69 s, 4. Juli 2020, Rieti
- 400 m: 44,77 s, 30. Juni 2019, La Chaux-de-Fonds, (italienischer Rekord)

Halle
- 200 m: 21,56 s, 28. Januar 2018, Ancona
- 400 m: 47,12 s, 5. Februar 2022, Magglingen